# Harold Ruttenberg
Harold Ruttenberg (* 1942 in Johannesburg; † 28. Dezember 2005 in Birmingham, Alabama) war ein US-amerikanischer Unternehmer.

## Leben
Ruttenberg war CEO und Gründer der Ladenkette Just for Feet. Seit der Gründung 1988 entstanden in Amerika 300 Ladengeschäfte mit etwa 8000 Angestellten. Das Fortune Magazine wählte 1997 Just for Feet auf Rang 6 der am schnellsten wachsenden amerikanischen Unternehmen. Bis zum Konkurs 1999 war Just for Feet die zweitgrößte Ladenkette für athletische Sportschuhe in den USA. Die Pleite zog einige Untersuchungen nach sich, wobei einer seiner Söhne, Don-Allen, verurteilt wurde.
Harold Ruttenberg gründete nach dem Konkurs Amalgamated Concepts den Betreiber der Copper Grill and Crepes Egg-setera restaurants. Im Frühjahr 2005 wurde Crepes Egg-setera an Arman DeLorenz verkauft, der die Restaurants im September 2005 schloss. Amalgamated Concepts betreibt weiterhin den Copper Grill.
Ruttenberg hinterließ seine Frau Pam und die Söhne Don-Allen und Warren sowie seine Tochter Jodi. Er starb an einem Gehirntumor.